# Arianespace
Arianespace je francouzská společnost založená v roce 1980, která představuje světově první společnost provozující komerční dopravu nákladu do vesmíru. Operuje primárně s raketami Ariane 5, nicméně nabízí i starty s raketami Sojuz 2 a Vega na evropském kosmodromu v Kourou (Guyanské kosmické centrum) ve Francouzské Guyaně.
K roku 2004 držela firma Arianespace přes 50 % světového trhu vysílání nákladu na přechodovou dráhu ke geostacionární dráze. Od 22. května 1984 se firma podílela na startu více než 240 komerčních satelitů. 21. října 2011 provedla společnost Arianespace start rakety Sojuz z kosmodromu v Kourou, jednalo se tak o vůbec první start této rakety z oblasti mimo území dřívějšího Sovětského svazu.
V reakci na úspěchy americké společnosti SpaceX snižovat náklady na vynesení nákladu do vesmíru a změně kurzovního kursu amerického dolaru vůči evropskému Euru je společnost Arianespace nucena snižovat ceny startů svých raket na geostacionární dráhu.